# Шидловская, Ирена
Ирена Шидловская (пол. Irena Szydłowska; 28 января 1928, Львов — 14 августа 1983, Варшава) — польская техник-строитель и лучница, тренер, чемпионка и рекордсменка мира, серебряный призёр летних Олимпийских игр 1972 года.

## Биография
Родилась 28 января 1928 года в польском городе Львове. Дочь Станислава Шидловского, известного в этом городе футбольного активиста и футбольного судьи, друга футболиста Вацлава Кухара.
Вторую мировую войну пережила в Варшаве, была членом «Серых шеренг». Окончила 6-й общеобразовательный лицей имени Тадеуша Рейтана в Варшаве. В 1956—1959 годах училась в трёхгодичной государственной технической школе, где получила специальность техник-строитель.

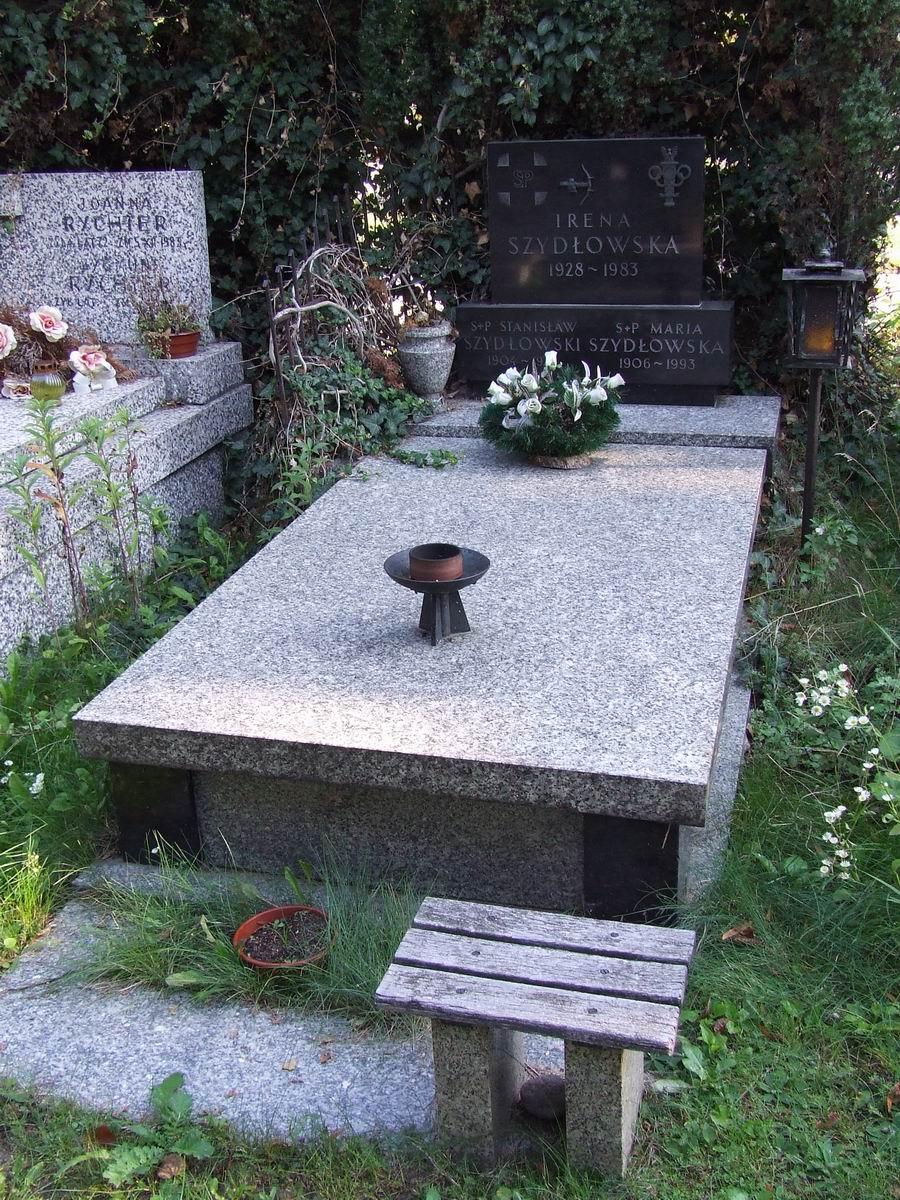
Могила Ирены Шидловской на Северном коммунальном кладбище в Варшаве

Умерла в Варшаве 14 августа 1983 года. Состоялась торжественная церемония прощания, похоронена 18 августа на Северном коммунальном кладбище в Варшаве.

## Спортивная карьера
Начинала с плавания. В 1945 году выиграла первые спортивные соревнования — межшкольные по плаванию. В 1946 году начала заниматься спортом в организации YMCA. В 1946 году участвовала в студенческом чемпионате Польши во Вроцлаве, организованном Студенческим спортивным союзом (AZS), где выиграла медаль в соревнованиях по плаванию на дистанции 100 метров на спине, занималась планеризмом на лётных полях в Стара-Милосна (Весола) и Гостынине, а также академической греблей под руководством бронзового призёра летних Олимпийских игр 1932 года Эдварда Кобылинского. Против гребли выступил отец, опасаясь, что у дочери слишком сильно вырастут мышцы на руках. С 1950 по 1956 год играла в волейбол под 6-м номером (либеро) за варшавский клуб «Будовляни» (KS Budowlani — «Строители») в I лиге.
В возрасте 31 года, в 1959 году начала заниматься стрельбой из лука в столичном клубе «Сирена» (Syrena) трамвайщиков (MZK) под руководством Феликса Жбиковского (Feliks Żbikowski).  За этот клуб она выступала до 1963 года, став чемпионом Польши в Познани в 1963 году.
Вошла в состав национальной сборной. На чемпионате мира 1963 года в Хельсинки заняла 13-е место.
С 1964 года выступала за столичный клуб «Марымонт» (который поглотил клуб «Сирена»).
Четыре раза занимала первое место на чемпионате Польши в многоборье в личном первенстве (1963, 1964, 1966, 1970).
В 1966 году получила звание мастер спорта.
На чемпионате мира 1967 года в Амерсфорте в Нидерландах заняла третье место в личном первенстве и первое — в командном первенстве. На чемпионате мира 1971 года в английском Йорке заняла первое место в командном первенстве.
В 1968 году создана секция стрельбы из лука столичного спортивного клуба «Друкаж», которую возглавила Шидловская.
На чемпионате Европы 1970 года в Градец-Кралове в Чехословакии заняла второе место в командном первенстве.
Шесть раз становилась рекордсменкой мира в личном и командном первенствах в 1970 и 1971 годах.
Из-за частых травм зимой 1971 года перенесла хирургическую операцию на локте. Операцию провёл Ежи Москва (Jerzy Moskwa). Не тренировалась первые четыре месяца олимпийского года (1972). На чемпионате Польши 1972 года заняла пятое место. Попаданием в состав олимпийской сборной обязана исключительно тренеру (с 1969 года) сборной Тадеушу Пужицкому (Tadeusz Purzycki).
В возрасте 44 лет, на летних Олимпийских игр 1972 года в Мюнхене в стрельбе из лука заняла второе место в личном первенстве, уступив американке Дорин Уилбер, но победив советских лучниц Эмму Гапченко и Кетеван Лосаберидзе. Стала первым польским спортсменом, завоевавшим олимпийскую медаль в этом виде спорта.
В 1975 году присоединилась к клубу «Сполем» в городе Лодзь.
На летних Олимпийских играх 1976 года в Монреале заняла 20-е место.
В 1977 году вернулась в клуб «Друкаж», в 1978 году становится заместителем президента клуба.
Публицисты писали:
Шидловская была одной из последних представителей уходящего в прошлое поколения, для которого спорт — священное и ритуал, страсть и смысл жизни, а стадион — это храм.
После завершения карьеры спортсменки работала в клубе «Друкаж» и Олимпийском комитете Польши, была тренером (учила детей).

## Награды
Четырежды награждена серебряной и золотой медалью «За выдающиеся спортивные достижения» (Medal za Wybitne Osiągnięcia Sportowe) и кавалерским крестом ордена Возрождения Польши (1972).

## Память
С 1984 года в Варшаве проводятся ежегодные соревнования по стрельбе из лука «Памяти Ирены Шидловской на кубок бурмистра района Прага-Полудне Варшавы» (Międzynarodowy Memoriał Ireny Szydłowskiej o Puchar Burmistrza Dzielnicy Praga-Południe m.st. Warszawy), организуемые клубом «Друкаж».